# 山形県公立大学法人
山形県公立大学法人（やまがたけんこうりつだいがくほうじん、英: Yamagata Prefectural Public University Corporation）は、2009年（平成21年）4月1日に山形県により設立された公立大学法人である。2009年4月1日から2014年3月31日までの法人名称は、公立大学法人山形県立米沢女子短期大学（英: Yamagata Prefectural Yonezawa Women’s Junior College Public University Corporation）。理事長は阿部宏慈（2022年4月1日現在）。

## 概要
山形県により設立された、山形県立の高等教育機関の運営を統括する「特定地方独立行政法人以外の地方独立行政法人」である。山形県立米沢栄養大学及び山形県立米沢女子短期大学の設置者として運営を担当している。
なお、山形県立保健医療大学は別法人の公立大学法人山形県立保健医療大学が設置者である。

## 設置校

### 大学
- 山形県立米沢栄養大学

### 短期大学
- 山形県立米沢女子短期大学